# グルタミン酸カリウム
グルタミン酸カリウム(Monopotassium glutamate)は、化学式KC5H8NO4の化合物である。グルタミン酸のカリウム塩である。
E番号としてE622を持ち、うま味調味料としても用いられる。ナトリウムを含まないグルタミン酸ナトリウムの代替になる。